# Pomerania svedese
La Pomerania svedese è una parte della Pomerania tedesca, che dal 1630 al 1815 appartenne all'Impero svedese. Essa era posta lungo la costa del Baltico tra le attuali Germania e Polonia. A seguito della guerra polacca e dell'intervento svedese della guerra dei trent'anni, la Svezia estese il proprio controllo anche alle terre del Baltico meridionale tra le quali la Pomerania e parti della Lituania e della Prussia (dominium maris baltici).

## Storia

### Vicende antecedenti alla guerra dei trent'anni

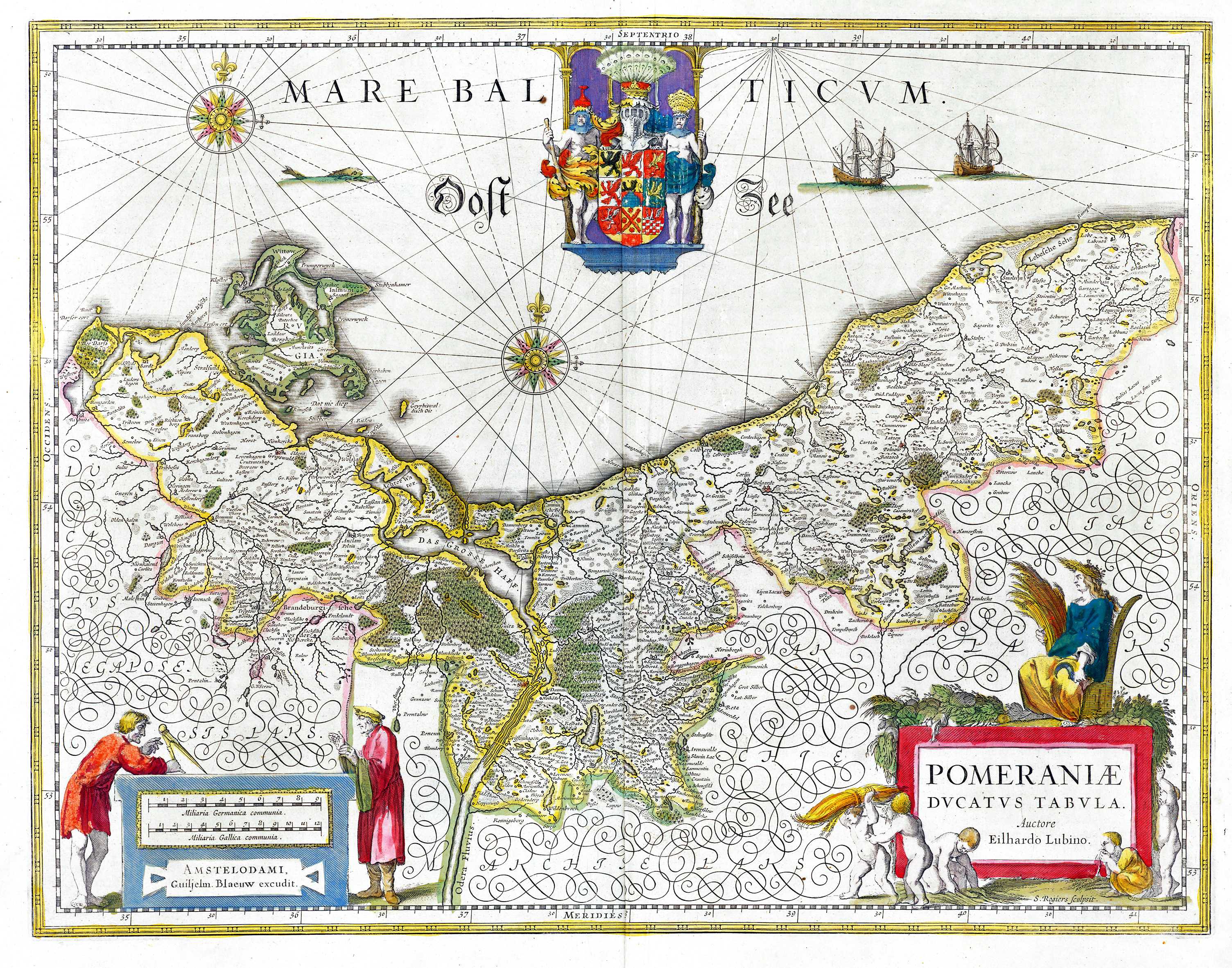
La Pomerania nel XVII secolo (Blaeu-Atlas)

Il ducato di Pomerania consisteva all'inizio del XVII secolo nella parte di principato di Pomerania-Stettino, che principalmente racchiudeva la Pomerania posteriore ad est dell'Oder e la Pomerania anteriore ad ovest dell'Oder. La Svezia intervenne per la prima volta nel 1628 con la difesa di Stralsund nella guerra dei trent'anni (1618–1648). Nel 1630 essa occupò in primavera prima l'isola di Rügen, sbarcò poi in giugno con il re di Svezia Gustavo Adolfo II sull'isola di Usedom e spinse subito dopo le truppe imperiali di occupazione dal ducato fino all'estate del 1631.
Con il trattato di alleanza di Stettino, stipulato con il duca di Pomerania Boghislao XIV (che fu retrodatato al 10 luglio 1630, giorno dello sbarco svedese), Gustavo Adolfo si fece garantire da Boghislao la successione in Pomerania nel caso in cui il successore previsto, Giorgio Guglielmo di Brandeburgo, che era anche Principe elettore del Brandeburgo, dopo l'atteso decesso del duca senza eredi, non adempisse alle richieste svedesi di riconoscimento della sovranità svedese sul territorio.
Nel 1638, l'anno successivo alla morte di Boghislao, la Svezia completò la sua occupazione della Pomerania insediandovi come primo governatore il colonnello Johan Banér. Alle sue dipendenze furono nominati due vicegovernatori: uno per la Pomerania anteriore ed uno per la Pomerania posteriore. Dopo faticose trattative con il Brandeburgo, che ottenne in cambio fra l'altro l'arcidiocesi di Magdeburgo e la diocesi di Halberstadt, si giunse nel 1648 alla Pace di Vestfalia ed alla spartizione: la Pomerania posteriore andò alla Marca di Brandeburgo, mentre il Regno di Svezia ottenne l'intera Pomerania Anteriore (Pomerania Anteriore Orientale e Pomerania Anteriore Settentrionale), l'isola di Rügen, la zona dell'estuario dell'Oder più una striscia di terra ad est del fiume stesso. L'effettiva definizione dei confini avvenne definita, dopo ulteriori faticose trattative fra Brandeburgo e Svezia, solo nel 1652 con il concordato di Stettino.

### Il dominio svedese

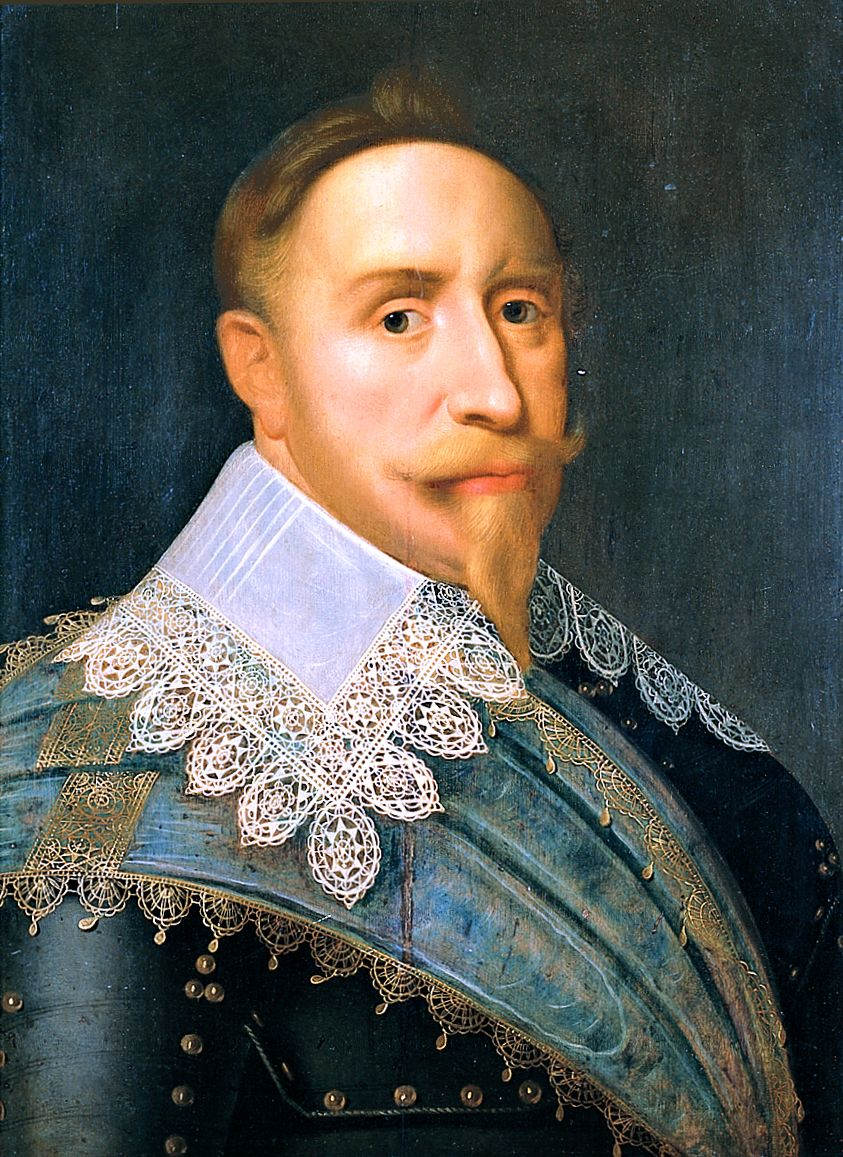
Gustavo Adolfo di Svezia

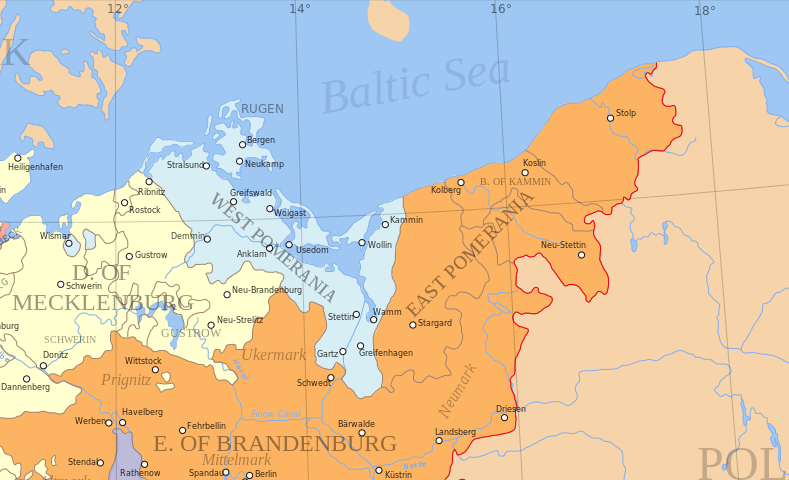
L'ex Ducato di Pomerania diviso fra Impero svedese e il Brandeburgo dopo il trattato di Stettino del 1653. La Pomerania svedese è indicata in blu, quella brandeburghese in arancione.

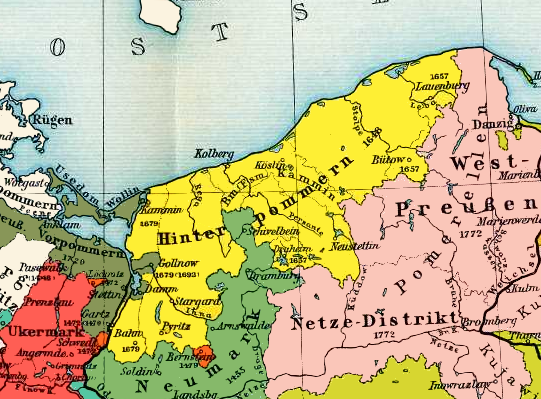
Pomerania Posteriore (situazione della zona dopo il 1679) in giallo

Gli svedesi ricevettero i territori della Pomerania come feudo del regno, cioè i re svedesi vi regnavano con il titolo ed il diritto dei precedenti duchi della dinastia dei Greifen. Tuttavia solo alcuni anni dopo il re svedese ebbe l'investitura e l'unificazione delle classi sociali (Stati).
Infatti nel 1663, con l'approvazione della forma di governo, in presenza di una stesura riveduta e l'approvazione della Regolamentazione del potere del 1634 e la conclusiva resa degli onori da parte delle classi sociali, la Pomerania svedese ebbe la formale inclusione del territorio nell'Impero svedese. Sotto questa forma di diritto pubblico ogni parte della Pomerania appartenne dal 1648 fino al 1806 alla Svezia e sottostava ad un governatore che veniva nominato dal Re di Svezia e doveva appartenere all'alta nobiltà svedese. Il tribunale di livello più elevato del territorio svedese sul continente europeo fu dal 1653 il Tribunale Supremo con sede a Wismar.
L'appartenenza alla Svezia aveva tuttavia lo svantaggio, che non appena la Svezia veniva coinvolta in una guerra sul continente, anche la Pomerania ne veniva coinvolta. Già nella seconda guerra del nord (dal 1655 al 1660) la Pomerania ne divenne teatro di guerra.
Solo pochi anni dopo, nella guerra suedo-brandeburghese (dal 1674 al 1679) la Pomerania svedese dovette essere completamente abbandonata dalla Svezia, come avvenne nella Campagna di Pomerania (1715-1716), parte della grande guerra del Nord.
Con il trattato di Saint-Germain-en-Laye, firmato il 29 giugno 1679, tra la Francia e il principe elettore di Brandeburgo, gli svedesi poterono rientrare in Pomerania ma dovettero rinunciare a favore del Brandeburgo, a gran parte dei territori ad est dell'Oder.
La Pomerania anteriore settentrionale fino al fiume Peene fu presa in possesso dal 1715 da re di Danimarca Federico IV, mentre i prussiani mantennero il controllo della parte meridionale e quello delle isole sull'Oder.
I danesi pianificarono a lunga scadenza l'annessione del Principato di Rügen Con la pace di Stoccolma (1º febbraio 1720) essi dovettero restituire il territorio alla Svezia mentre le terre a sud del fiume Peene rimasero in possesso prussiano. Dal 1720 la Pomerania svedese si ridusse al solo territorio del principato di Rügen ed alla parte della Pomerania Anteriore a nord del fiume Peene.
Nel corso dello scioglimento dell'antico impero, nel 1806, cambiò anche la posizione giuridica della Pomerania svedese. Poiché le classi sociali si rifiutarono di approvare la formazione, voluta dal re Gustavo Adolfo di Svezia, di un esercito territoriale, fu revocata il 26 luglio 1806 la Costituzione in vigore fino ad allora e l'appartenenza della Pomerania svedese al regno di Svezia. Questo territorio uscì ancor prima della costituzione della Confederazione del Reno e dell'abolizione della corona imperiale romana da parte dell'imperatore d'Austria Francesco II, dall'alleanza imperiale.
L'adozione prevista da parte del Parlamento di Greifswald della Costituzione svedese a partire dall'agosto 1806 e le numerose riforme nel sistema giudiziario, fra le quali l'abolizione della servitù della gleba, e di quello amministrativo, ebbero luogo solo con molto ritardo a causa dell'occupazione francese del 1807.

### Passaggio alla Prussia

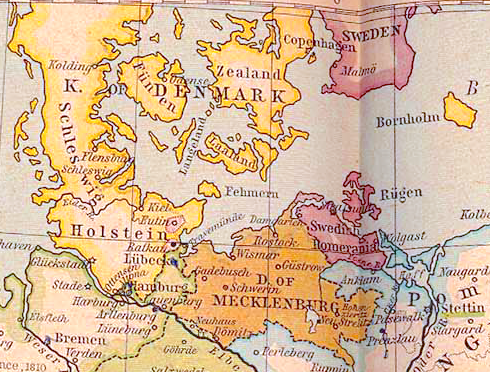
La pomerania svedese nel 1812

Dopo la duplice occupazione da parte della Francia napoleonica e dei suoi alleati dal 1807 al 1810 e dal 1812 al 1813, la Svezia riottenne temporaneamente la provincia rimastale e pose in atto dal 1810, almeno in parte, le riforme previste fin dal 1806. Nel 1813 la Svezia occupò, nel corso della campagna contro la Danimarca, la Norvegia. Con il trattato di Kiel (14 gennaio 1814) fu prospettata alla Danimarca, in contropartita, l'acquisizione della Pomerania svedese. Dato tuttavia che la Danimarca non era in grado di pagare alla Svezia i danni di guerra, la Prussia colse il momento favorevole del Congresso di Vienna e concordò lo scambio della Pomerania svedese con la cessione del Ducato di Sassonia-Lauenburg alla Danimarca e si assunse il debito di guerra danese nei confronti della Svezia.
La consegna tramite il governatore svedese al ministro plenipotenziario prussiano ebbe luogo nell'ottobre 1815. In base alle garanzie concordate sull'ordinamento giuridico, il territorio incorporato nella provincia prussiana di Pomerania ebbe per lungo tempo, come provincia di Stralsund, un trattamento giuridico speciale. Nel linguaggio corrente venne l'uso comune di indicare il territorio come Nuova Pomerania anteriore o Nuova Pomerania e Rügen.
La sovranità svedese sul territorio di Wismar finì nel 1803, quando il regno diede in pegno la città per 99 anni al Ducato di Meclemburgo-Schwerin. Infine Wismar ed i territori circostanti tornarono nel 1903 alla Germania, allorché la Svezia rinunciò contrattualmente al diritto di riscatto.

## Governo

### Suddivisioni amministrative
Il ducato sotto il governo svedese era suddiviso:
- principato di Rügen con le signorie di Pottbus, Bergen e Sassnitz
- signoria di Stralsunda, avente il voto alla Dieta dell'impero, con le signorie di Barth e Damgarten
- signoria di Wolgast e Gützkow
- signoria di Greifswald
- signoria di Wismar (exclave)
- baliaggi di Peele e Neukloster (exclave nel Meclemburgo)

### Popolazione
La popolazione della Pomerania Svedese era di 82.827 abitanti nel 1764 (58.682 rurali, 24.145 cittadini, il 40% della popolazione era costituito da servi della gleba); 89.000 nel 1766, 113.000 nel 1802, con un quarto della popolazione residente sull'isola di Rügen, sino a raggiungere i 118.112 nel 1805 (79.087 rurali di cui 46·190 servi della gleba, e 39.025 cittadini). Dopo quest'ultimo censimento la servitù della gleba venne abolita.

### Elenco dei governatori generali
- Sten Svantesson Bielke (1633–1638)
- Johan Banér (1638–1641)
- Lennart Torstenson (1641–1648)
- Carl Gustaf Wrangel (1648–1652)
- Axel Lillie (1652–1654)
- Arvid Wittenberg (1655–1656)
- Carl Gustav Wrangel (1656–1676)
- Otto Wilhelm Königsmarck (1679–1687)
- Nils Bielke (1687–1698)
- Jürgen Mellin (1698–1711)
- Mauritz Vellingk (1711–1713)
- Johan August Meijerfeldt (1713–1747)
- Axel von Löwen (1748–1767)
- Hans Henrik von Liewen (1767–1772)
- Fredrik Carl Sinclair (1772–1776)
- Fredrik Vilhelm von Hessenstein (1776–1791)
- Eric Ruuth (1792–1795)
- Filip Julius Bernhard von Platen (1796–1800)
- Hans Henric von Essen (1800–1812)
- Johan August Sandels (1812–1815)
- Wilhelm Malte zu Putbus (1815)

#### Governatori generali danesi (1715–1721)
- Franz Joachim von Dewitz (1715–1719)[6]
- Jobst von Scholten (1719–1721)

#### Governatori generali francesi (1807–1813
- Guillaume Marie-Anne Brune (agosto 1807)[5]
- Gabriel Jean Joseph Molitor (ottobre 1807)[5]
- Jacques Lazare de Savattier de Candras (novembre 1807–marzo 1808)[5]
- Joseph Morand (1812–1813)[5]